# Sky Music
Sky Music (fino al 27 giugno 2010 music on SKY) è stato un canale interattivo a pagamento disponibile sulla televisione satellitare Sky nel pacchetto "Famiglia". Nato il 31 luglio 2006, era composto da 25 radio che trasmettevano musica non stop 24 ore su 24.
Nel 2015 e nel 2018 cambia grafica e logo per uniformarsi a Sky UK. Il Production manager era Gianluca Costella. Francesco Ciocca firmò la programmazione del canale Chillout Cover.
Il 1º agosto 2020 il mosaico ed i canali Sky Music chiudono i battenti.

## Loghi

10 settembre 2015 - 2 luglio 2018
2 luglio 2018 - 1º agosto 2020

## Interattività
Dal 31 luglio 2006, sulla piattaforma Sky, sono state introdotte funzioni interattive disponibili sul canale 701 premendo il tasto verde oppure andando sul menù dei canali interattivi e selezionando l'opzione 6. Con questo servizio era possibile vedere in tempo reale il nome della canzone in ascolto premendo il tasto OK, mentre con quello blu e rosso era possibile salvare e cancellare il proprio canale preferito di Sky Music.

## Canali disponibili
| N°      | Nome           | Genere                                     |
| ------- | -------------- | ------------------------------------------ |
| 701-770 | Sky Music      | Presentazione                              |
| 771     | DANCE 90       | Anni '90                                   |
| 773     | DeeJay 30 song | I 30 brani più programmati da Radio DeeJay |
| 774     | Yesterjay 2000 | Dal 2000 ad oggi                           |
| 775     | Yesterjay '90  | Anni '90                                   |
| 776     | Yesterjay '80  | Anni '80                                   |
| 777     | Capital '70    | Anni '70                                   |
| 778     | Vintage '60    | Anni '60                                   |
| 779     | Nu Disco       | Musica dance anni '70 e '80 remixate       |
| 780     | Hit Italia     | Musica italia dal 1990 ad oggi             |
| 781     | ItalianVintage | Italiana anni '70 e '80                    |
| 782     | Heart n'song   | Soft                                       |
| 783     | Relax          | Relax                                      |
| 784     | Rock Classic   | Rétro, Rock                                |
| 785     | Ritmo Latino   | Latinoamericana                            |
| 786     | Dance          | Dance                                      |
| 787     | Vibe           | Hip hop, Rhythm and blues                  |
| 788     | Jazz & Fusion  | Jazz, Fusion                               |
| 789     | Jazz Gold      | Rétro, Jazz                                |
| 790     | Soul Train     | Funk, Soul                                 |
| 791     | Livetime       | Esecuzioni dal vivo                        |
| 792     | Sinfonia       | Musica classica, Lirica                    |
| 793     | Opera          | Musica classica, Lirica                    |
| 794     | Cinema Deejay  | Colonne sonore                             |
| 795     | Country        | Musica country                             |
| 796     | Chillout Cover | Chillout                                   |